# Lisewo (Masuren)

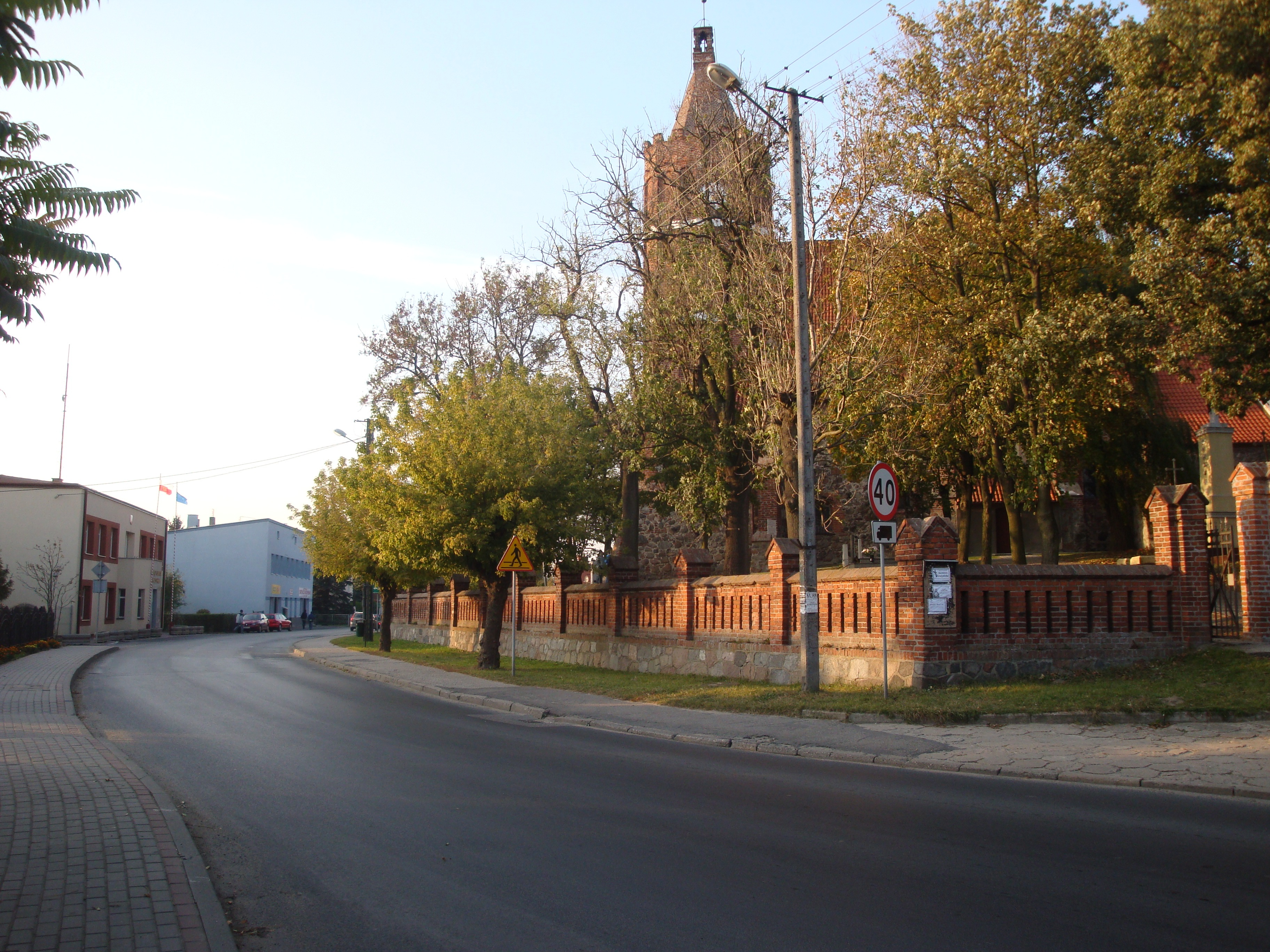
Lisewo (2012)

Lisewo (deutsch Lyssewen, ab 1932 auch: Lissewen, 1938–1945 Lissau (Ostpreußen)) ist ein zur Gemeinde Kalinowo (Kallinowen, 1938 bis 1945 Dreimühlen) zählendes Dorf im nordöstlichen Masuren in der polnischen Woiwodschaft Ermland-Masuren, Powiat Ełcki (Kreis Lyck).

## Geographische Lage
Das Dorf befindet sich zwölf Kilometer Luftlinie südlich der Ortschaft Kalinowo (deutsch Kallinowen) am Ende eines über Borzymy (Borszymmen, 1938 bis 1945 Borschimmen) und Skrzypki (Skrzypken, 1926 bis 1945 Geigenau) führenden Landweges. Es liegt ganz im Süden einer weit vorgestreckten Halbinsel am Westufer des Przepiorken-Sees (1926 bis 1945 Wachteldorfer See, polnisch JezioroPrzepiórka), der dort dann südlich in den Raygrod-See (Jezioro Rajgrodzkie) übergeht.

## Geschichte
1472 wurden von der Ordensburg Lyck Lokatoren nach Kulmer Recht mit einer Handfeste für Rechte des Fischfangs am Ufer des Wachteldorfer Sees versehen. 1481 kommt es dann mit dem Bau einer Kirche und umliegender Gebäude zur offiziellen Gründung von Lyssewen, die auch eine der ältesten von Lyck ausgehenden Siedlungen darstellt. Über an regionalen Punkten verteilte Kirchenbauten wurde durch den Deutschen Orden die weitere Besiedlung eingeleitet. Von den Kirchenorten ausgehend entstanden weitere Dörfer. Mit dem Aufbau des Ortes wurde durch den Komtur von Rhein Rudolf von Diepoltskirchen der Priester Jan Gostrow beauftragt. Die weiteren Siedler waren meist aus Masowien zugewanderte Polen.
1540 sind in Lyssewen 45 Wirte (Landwirte) auf 30 Hufen vermerkt, davon 6 Hufen dem Schulzen und 3 Hufen dem Pfarrer zugeordnet.
1625 wurde Lyssewen von der Cholera heimgesucht, woran auch der örtliche Pfarrer Jan Osareck starb.
1656 fielen die mit Polen verbündeten Tataren in weite Teile Masurens ein, wobei Lyssewen fast vollständig zerstört wurde. Die feindlichen Horden kamen an einem Sonntag. Pfarrer Christoph Kozik geriet mit vielen Gemeindemitgliedern in Gefangenschaft. Einige ihm bekannte Polen aber retteten ihn und ermöglichten seine Heimkehr. Das Kirchdorf einschließlich Holzkirche wurde ein Raub der Flammen, seine fortgeführten Einwohner sahen ihren Heimatort nie wieder.
In einem Bericht des Lycker Amtshauptmanns von Auer heißt es dazu:

„Lyssewen hat 40 Hufen, 14 Gebäude einschließlich Pfarrgebäude verbrannt, 4 stehet, alles Vieh und Pferde fort, Felder besät über Winter, 50 Personen fort getrieben, 3 umgekommen.“

Drei Bewohner wurden demnach getötet, es gab vier Überlebende am Ort, und 50 wurden zumeist in die Sklaverei verschleppt.
Ab 1664 gehörte Lyssewen Alexander Koblynski. 1697 kam es in den Besitz von Hans von Langheim.
Unter König Friedrich Wilhelm II. von Preußen (1786–1797) wurde das Dorf in den Rang einer Stadt und eines Marktfleckens erhoben. Die Stadt entwickelte sich mit seinem Markt und seiner Lage an der Ostgrenze Preußens als ein wichtiges Handelszentrum gegenüber dem am anderen Ufer in Russisch-Polen gelegenen Rajgród.
Die in der zweiten Hälfte des 17. Jahrhunderts wieder aufgebaute Kirche von Lyssewen am Ufer des Wachteldorfer Sees brannte 1803 abermals ab. Sie wurde nicht wieder aufgebaut. Die Lyssewer Kirchengänger wurden zeitweise in Kallinowen (1938 bis 1945 Dreimühlen) und Pissanitzen (1938 bis 1945 Ebenfelde) eingepfarrt. Mit dem Bau einer neuen Kirche 1817 im 6 Kilometer nördlich gelegenen Borczymmen (1938 bis 1945 Borschimmen) wurde Lyssewen dann endgültig dem dortigen Kirchspiel zugeordnet. Lyssewen verlor immer mehr politisch wie wirtschaftlich an Bedeutung und musste auch seinen Rang als Stadt an das im Straßennetz zentraler gelegene Borczymmen abtreten.
Am 27. Mai 1874 wurde im Zuge einer preußischen Gemeindereform neu ein Amtsbezirk Borczymmen (ab 1881: Borszymmen) gebildet, der die Gemeinden Borczymmen, Jendreyken, Lyssewen, Przepiorken, Skrzypken und Stoosnen und dem Gutsbezirk Romotten und Seen umfasst. 1908 wurden zusätzlich die Gemeinden Duttken, Gronsken und Romanowen und der Gutsbezirk Imionken vom bisherigen Amtsbezirk Dluggen neu in den Amtsbezirk Borszymmen umgegliedert.
1895 gab es in Lissewen 51 landwirtschaftliche Betriebe, die 924 Hektar bewirtschafteten. Im Ort lebten 324 Einwohner, von denen 301 evangelisch, 9 römisch-katholisch und 14 anderen christlichen Konfessionen zugehörig waren. Als Muttersprache gaben 21 Deutsch und 281 Masurisch an. Der Rest war ohne eindeutige Zuordnung.
Am 1. Dezember 1910 umfasste Lyssewen 299 Einwohner.
Aufgrund der Bestimmungen des Versailler Vertrags stimmte die Bevölkerung im Abstimmungsgebiet Allenstein, zu dem Lyssewen gehörte, am 11. Juli 1920 über die weitere staatliche Zugehörigkeit zu Ostpreußen (und damit zu Deutschland) oder den Anschluss an Polen ab. In Lyssewen stimmten 220 Einwohner für den Verbleib bei Ostpreußen, auf Polen entfiel keine Stimme.
1931 umfasste der Amtsbezirk Borszymmen die Landgemeinden Borszymmen, Duttken, Geigenau, Gronsken, Jendreyken, Lyssewen, Romanowen, Stosznen und Wachteldorf (ehemals Przepiorken).
Ab 1932 setzt sich endgültig die schon länger parallel verwandte Schreibweise Lissewen statt Lyssewen durch.
1933 waren in Lissewen 324 Einwohner verzeichnet.
Lissewen wurde am 16. Juli 1938 im Zuge der massiven Eindeutschung masurischer Ortsnamen baltischer oder slawischer Herkunft in Lissau umbenannt.
1939 hatte Lissau nur noch 294 Einwohner, die in 45 Bauernhöfen und 68 Wohnhäusern lebten.
Nach Ende des Zweiten Weltkrieges 1945 fiel das zum Deutschen Reich (Ostpreußen) gehörende, infolge von Kriegseinwirkung teilweise zerstörte Lissau an Polen. Die ansässige deutsche Bevölkerung wurde, soweit sie nicht geflüchtet war, nach 1945 größtenteils vertrieben bzw. ausgesiedelt und neben der angestammten masurischen Minderheit durch Neubürger aus anderen Teilen Polens ersetzt, die vor allem aus Bargłów aus der Region Rajgród kamen. 13 alteingesessene masurische Familien verblieben im Ort. Der Ort Lissau wurde in der polnischen Schreibweise des Ortsnamens in Lisewo umbenannt.
Von 1975 bis 1998 gehörte Lisewo zur damaligen Woiwodschaft Suwałki, kam dann 1999 zur neu gebildeten Woiwodschaft Ermland-Masuren.
1978 waren in Lisewo nur noch 158 Menschen wohnhaft. Es bestanden im Ort 29 landwirtschaftliche Betriebe.
Aus der zweiten Hälfte des 19. Jahrhunderts besteht bei Lisewo ein aus deutscher Zeit stammender evangelisch-lutherischer Friedhof, der auch Soldatengräber aus dem Ersten Weltkrieg aufweist.
Heute ist Lisewo Sitz eines Schulzenamtes (polnisch Sołectwo) im Verbund der Gmina Kalinowo im Powiat Ełcki, bis 1998 der Woiwodschaft Suwałki, seither der Woiwodschaft Ermland-Masuren zugehörig.

## Religionen
Bereits in vorreformatorischer Zeit war Lyssewen ein Kirchdorf. Mit dem Aufbau des Dorfes wurde der Priester Jan Gostrow beauftragt.

### Evangelisch

#### Kirchengeschichte
Die Reformation hielt in Lyssewen in der ersten Hälfte des 16. Jahrhunderts Einzug. Bereits 1540 wurde hier ein lutherischer Geistlicher erwähnt. Eine hier errichtete Holzkirche wurde beim Tatareneinfall 1656 ein Raub der Flammen. In der zweiten Hälfte des 17. Jahrhunderts wurde die Kirche an Ufer des Przepiórken-Sees wieder aufgebaut, brannte jedoch im Jahre 1803 ab.
Eine neue Kirche wurde nicht in Lyssewen, sondern 1817 im Nachbarort Borszymmen (1938 bis 1945 Borschimmen, polnisch Borzymy) errichtet und auch die Pfarrei dorthin verlegt. Bis 1945 war Lyssewen resp. Lissau ein Ort im Kirchspiel Borszymmen, das zum Kirchenkreis Lyck in der Kirchenprovinz Ostpreußen der Kirche der Altpreußischen Union gehörte.
Heute orientieren sich die evangelischen Einwohner Lisewos zur Kirchengemeinde in der Stadt Ełk, einer Filialgemeinde der Pfarrei Pisz (deutsch Johannisburg) in der Diözese Masuren der Evangelisch-Augsburgischen Kirche in Polen.

#### Pfarrer in Lyssewen (bis 1803)
Als Pfarrer amtierten an der Kirche Lyssewen:
| - Nicolaus Papa - N. Gregoroivius, 1553 - Albert Grodzicky, 1559 - NN., 1561 - Johann Osareck, bis 1625 - Albrecht Kozig, 1626–1646 - Christoph Kozig, 1645–1685 - Christoph Hartknoch, 1686–1707 - Johann Christoph Zielenski, 1707–1752 - Ephraim Ebel, 1744–1747 - Johann Pastenaci, 1747–1785 - David Gayda, 1785–1803 |

### Römisch-katholisch
Vor 1945 waren die katholischen Kirchenglieder in Lyssewen resp. Lissau in die römisch-katholische Kirche St. Andreas in Prawdzisken (1934 bis 1945 Reiffenrode, polnisch Prawdziska) im Bistum Ermland eingepfarrt. Heute gehören sie zur Pfarrkirche in Borzymy im Bistum Ełk der Römisch-katholischen Kirche in Polen.

## Söhne und Töchter des Ortes
- Daniel Wroblewsky (1744–1818), polnischer Orgelbauer in Dänemark und Norwegen